# Franz Pönninger

Franz Pönninger

Franz Xaver Pönninger (* 29. Dezember 1832 in Wien; † 6. August 1906 ebenda) war ein bedeutender österreichischer Bildhauer und Medailleur des 19. Jahrhunderts.

## Leben
Franz Pönninger wurde als Sohn des Münzgraveurs Johann Pönninger (1797–1839) geboren. Sein Großvater Laurenz Pönninger (1776–1851) war ebenfalls Medailleur und Münzstempelschneider; der Urgroßvater Sebastian Pönninger war Goldschmied.
Er war Schüler des Bildhauers Anton Dominik Fernkorn, von dem er die Leitung der k.u.k Kunstgießerei in Wien (1866 bis 1896) übernahm. Pönniger war Professor und kaiserlicher Rat. Er gründete 1874 die Allgemeine Zeichenschule für Frauen und Mädchen in Wien. Die Schule wurde Ausbildungsstätte zahlreicher Malerinnen der Zeit. Sie wurde nach seinem Tod von seiner Schülerin und Ehefrau Caroline Pönninger (1845–1920) weitergeführt.
Zu seinen Werken zählt u. a. die lebensgroße Porträtstatue des Erzherzog Karl von Österreich-Teschen, die er 1871 für die Feldherrenhalle des 1856 fertiggestellten k.u.k. Waffenmuseum (heute Heeresgeschichtliches Museum) anfertigte.
Er ruht in einem Ehrengrab auf dem Wiener Zentralfriedhof (Gruppe 0, Reihe 1, Nummer 48).
Im Jahr 1927 wurde in Wien-Ottakring (16. Bezirk) der Pönningerweg nach ihm benannt.

## Werke
- Porträtstatue Erzherzog Karl von Österreich-Teschen, Heeresgeschichtliches Museum Wien, 1871
- Denkmal Maria Theresia für Klagenfurt, 1873
- Reiterstandbild Herzog Carl Wilhelm Ferdinand von Braunschweig für Braunschweig, Enthüllung 10. November 1874, hergestellt von Prof. Georg Howaldt, vor dem Braunschweiger Schloss
- Schiller-Standbild am Schillerplatz, Wien, nach Entwurf von Johannes Schilling, 1876
- Denkmal Andreas Zelinka im Wiener Stadtpark, 1877
- Erzherzog Johann Brunnen in Graz (Hauptplatz), 1878[3]

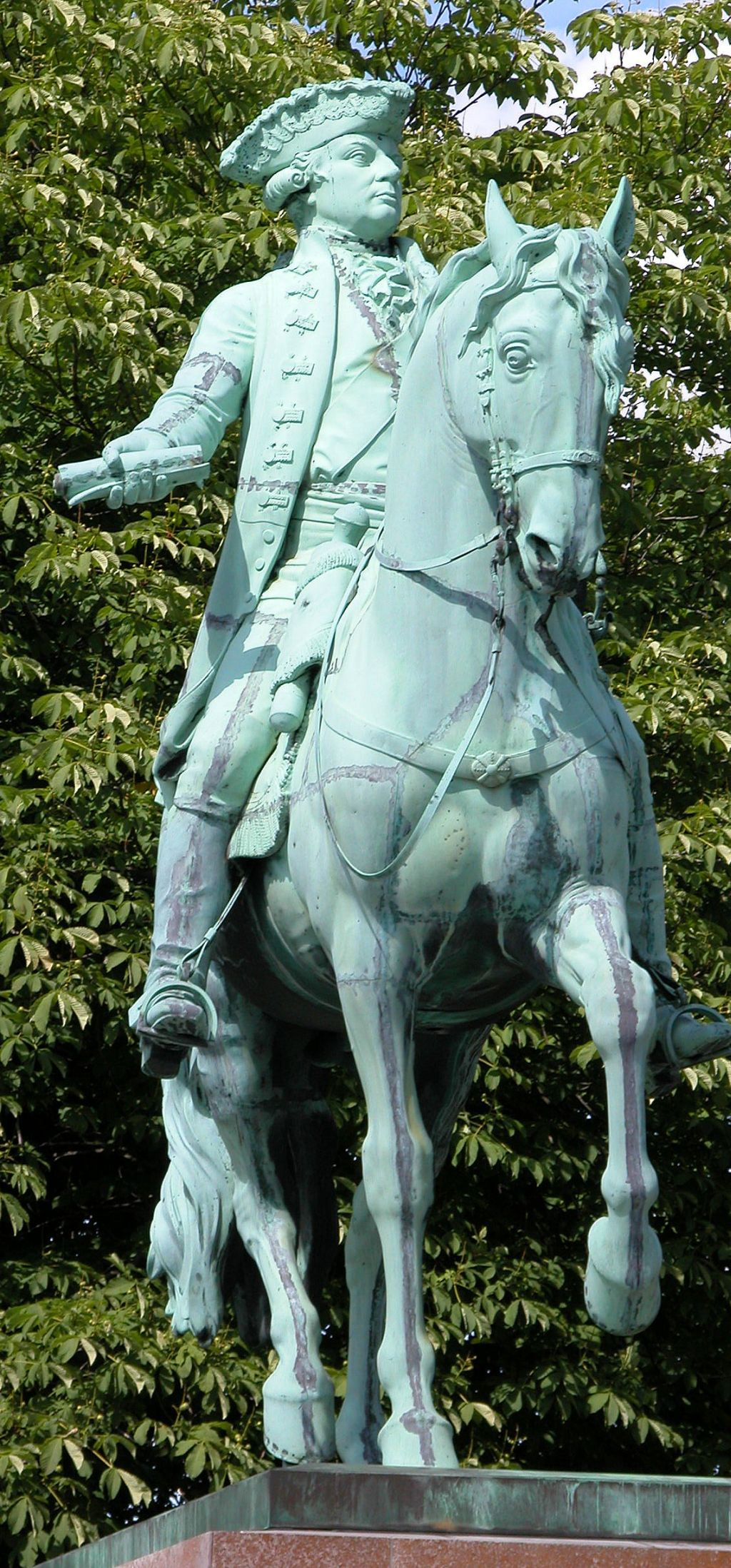
Reiterstandbild in Braunschweig (1874)
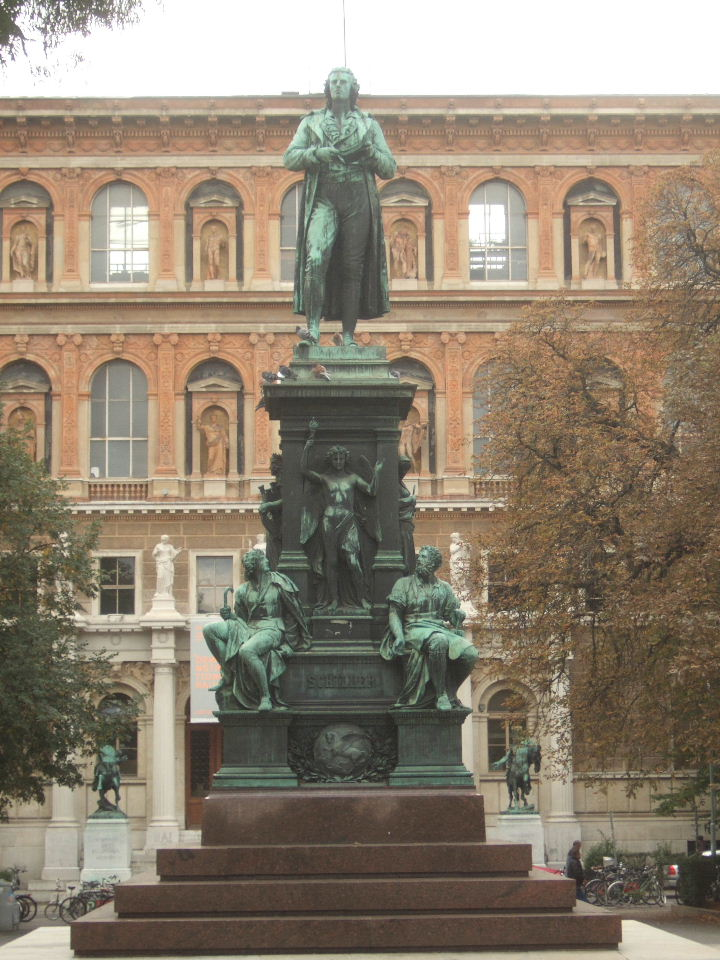
Schillerdenkmal in Wien (1876)
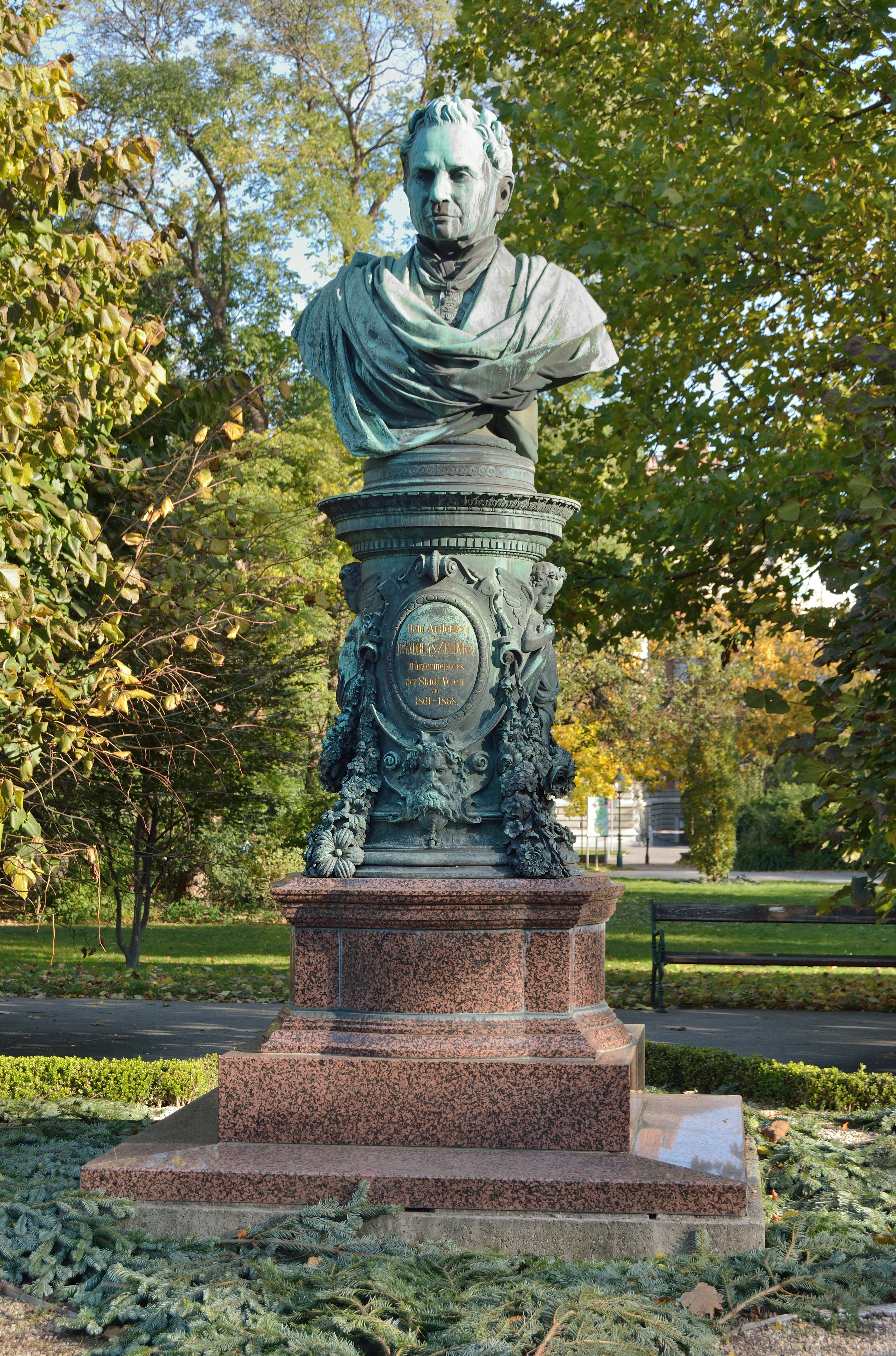
Zelinka-Denkmal im Wiener Stadtpark (1877)
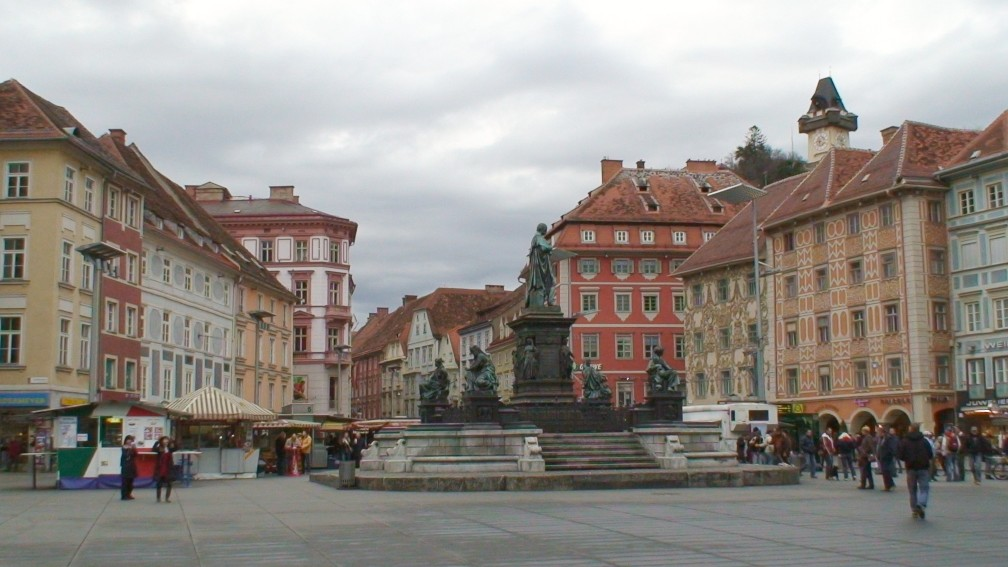
Erzherzog Johann Brunnen am Hauptplatz in Graz (Enthüllt am 8. September 1878)